# Cephalocerodes oldroydi
Cephalocerodes oldroydi is een vliegensoort uit de familie Mydidae. De wetenschappelijke naam van de soort is, geplaatst in het geslacht Cephalocera, voor het eerst geldig gepubliceerd in 1963 door Bequaert.
De soort komt voor in Zimbabwe.